# Текокота

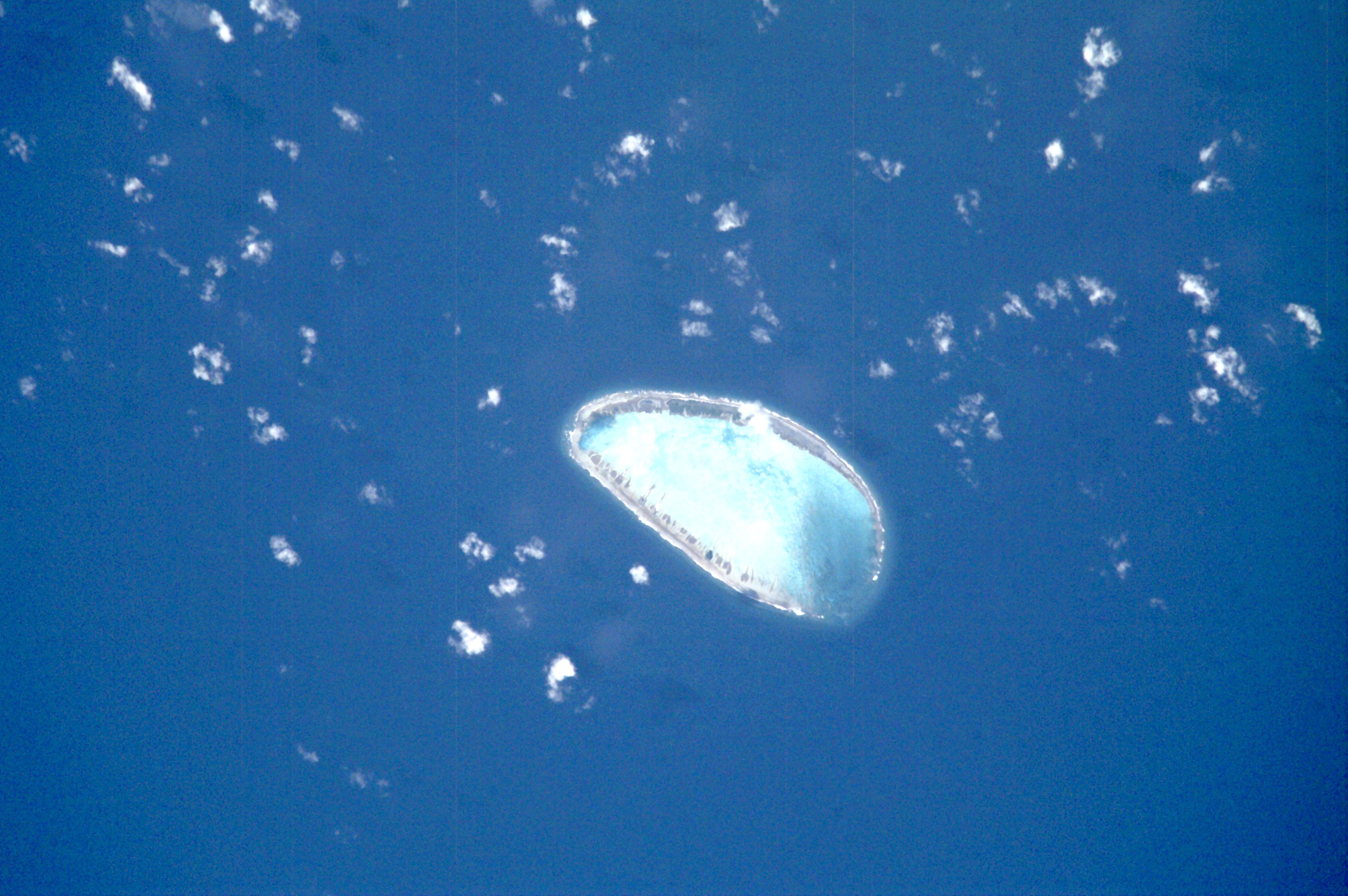
Космический снимок атолла

Текоко́та (фр. Tekokota) — атолл в архипелаге Туамоту (Французская Полинезия). Расположен в 22 км к северо-востоку от атолла Хикуэру.

## География
Площадь суши атолла составляет всего 0,9 км². В центре расположена небольшая лагуна, соединённая с океаническими водами узкими проходами.

## История
Текокота был открыт в 1774 году английским путешественником Джеймсом Куком.

## Административное деление
Административно входит в состав коммуны Хикуэру.

## Население
В 2007 году атолл был необитаем, хотя время от времени его посещали жители близлежащих островов. На Текокоте полностью отсутствует инфраструктура.

## В культуре
На острове происходит часть действия рассказа Джека Лондона «Дом Мапуи» (1908, сборник «Рассказы южных морей»), основанного на реальном событии — катастрофическом циклоне, обрушившемся на близлежащий атолл Хикуэру и ставшем причиной гибели сотен людей в январе 1903 года. Одну из героинь рассказа, жившую на Хикуэру, выбрасывает на Текокоту.